# Lepus granatensis
Lepus granatensis е вид средно голям бозайник от семейство Зайцеви (Leporidae). Разпространен е на Иберийския полуостров и вероятно на остров Майорка. Правени са опити за интродукция на вида на остров Корсика и в района на град Перпинян.

## Подвидове
Известни са три подвида на гранадския заек. Те се различават основно по цвят на космената покривка и размерите на тялото.
- Lepus granatensis granatensis – Това е най-широко разпространения подвид обитаващ района на Андалусия, Естремадура, Валенсия, Арагон, Каталония и централните части на Испания.
- Lepus granatensis gallaecius – Този подвид е разпространен в северозападната част на полуострова предимно в района на Галисия.
- Lepus granatensis solisi – Това е вероятно изчезнал днес подвид или екземплярите са доста редки. През последните години не са провеждани надеждни наблюдения. Зайците са разпространени на остров Майорка. Това е подвид с по-светла козина и по-дребен по размер.